# Torches
Torches é o primeiro álbum de estúdio da banda indie pop Foster the People, lançado em 23 de Maio de 2011 pela Columbia Records e Startime International nos Estados Unidos.
Torches está disponível no iTunes com a faixa bônus "Broken Jaw". Na loja Best Buy contém um CD com as faixas bônus "Love" e "Chin Music for the Unsuspecting Hero". Certas lojas de discos independentes estão dando EPs livres com remix com a compra de CD ou vinil. O álbum recebeu uma indicação ao Grammy para Melhor Álbum de Música Alternativa.
O álbum é um sucesso comercial, tendo entrado no top dez álbuns mais vendidos das paradas nos EUA, Canadá e Austrália. Em particular, ele chegou ao topo das paradas dos EUA e Top Rock Albums e Top Modern Rock/Alternative Albums.
As dez faixas do álbum foram produzidas por Paul Epworth, Greg Kurstin, Foster e Mark Rich Costey, o vocalista do último grupo, que também escreveu todas as canções, às vezes em colaboração com artistas como Paul Epworth e Heiligman Zach.

## Singles
O single de avanço do álbum é "Pumped Up Kicks" que estreou na posição 96 na Billboard Hot 100 e atingiu o pico número 3.
Após a liberação de "Helena Beat" foi selecionado como "Single of the Week" no iTunes nos EUA, assim tornando-o um download gratuito em maio de 2011 e sendo o segundo single oficial. O videoclipe foi lançado para a faixa posteriormente em junho de 2011.
O videoclipe da música "Call It What You Want" foi lançado em 31 de outubro de 2011 como o terceiro single do álbum nos Estados Unidos.
A música "Don't Stop (Color on the Walls)" é destaque em dois comerciais da Nissan intitulado "Headroom" e "Legroom". Após foi selecionado como quarto single do álbum lançado em 11 de janeiro de 2012.
A faixa "Broken Jaw" é o quinto single lançado em 21 de abril de 2012 presente na versão bônus do álbum.
Lançado inicialmente como canção promocional no Reino Unido, a canção "Houdini" foi lançado em 15 de maio de 2012 como sexto single do álbum.

## Faixas
| Edição padrão  |                                   |                              |         |  |
| N.º            | Título                            | Produtor(es)                 | Duração |  |
| 1.             | "Helena Beat"                     | Greg Kurstin, Mark Foster    | 4:36    |  |
| 2.             | "Pumped Up Kicks"                 | Foster                       | 4:00    |  |
| 3.             | "Call It What You Want"           | Paul Epworth, Foster         | 4:01    |  |
| 4.             | "Don't Stop (Color on the Walls)" | Rich Costey, Foster          | 2:56    |  |
| 5.             | "Waste"                           | Kurstin, Foster              | 3:26    |  |
| 6.             | "I Would Do Anything for You"     | Epworth, Foster, Tony Hoffer | 3:35    |  |
| 7.             | "Houdini"                         | Costey, Foster               | 3:23    |  |
| 8.             | "Life on the Nickel"              | Epworth, Foster              | 3:36    |  |
| 9.             | "Miss You"                        | Kurstin, Foster              | 3:36    |  |
| 10.            | "Warrant"                         | Kurstin, Foster              | 5:23    |  |
| Duração total: | Duração total:                    | Duração total:               | 38:24   |  |

| Bonus Track Edition |                |         |  |
| N.º                 | Título         | Duração |  |
| 11.                 | "Broken Jaw"   | 5:37    |  |
| Duração total:      | Duração total: | 44:11   |  |

| Best Buy Exclusive Edition |                                        |         |  |
| N.º                        | Título                                 | Duração |  |
| 11.                        | "Love"                                 | 3:41    |  |
| 12.                        | "Chin Music for the Unsuspecting Hero" | 3:25    |  |
| Duração total:             | Duração total:                         | 45:30   |  |

## Recepção
| Críticas profissionais | Críticas profissionais |
| Pontuações agregadas   | Pontuações agregadas   |
| Fonte                  | Avaliação              |
| ---------------------- | ---------------------- |
| Metacritic             | (70/100)               |
| Avaliações da crítica  |                        |
| Fonte                  | Avaliação              |
| Allmusic               | [ 10 ]                 |
| Austin Chronicle       | [ 11 ]                 |
| Entertainment Weekly   | (B)                    |
| The Guardian           | [ 13 ]                 |
| Los Angeles Times      | [ 14 ]                 |
| NME                    | (7/10)                 |
| Pitchfork Media        | (6.2/10)               |
| Q                      | [ 17 ]                 |
| Rolling Stone          | [ 18 ]                 |
| Spin                   | (7/10)                 |

Torches tem recebido críticas geralmente favoráveis, conforme Metacritic que lhe deu uma pontuação total de 70. Ele estreou no número 8 na Billboard 200, e vendeu 33.000 cópias na primeira semana. Allmusic descreveu o álbum como um "atraente, electro-lite dance-pop que se encaixa muito bem ao lado de contemporâneos como MGMT e Phoenix. Rolling Stone mencionou, "gênero é a sua estreia malabarismo, mágica quarto-dance-floor cortado com moody-boy letras".
O guitarrista do U2 The Edge escolheu Torches como um de seus discos favoritos, chamando-lhe "um álbum muito interessante novo. Verdadeiro pop do século 21, mas é muito bem feito e emocionante. Você vê, nós estamos sempre interessados em coisa nova..."
O álbum foi nomeado para o Grammy para Melhor Álbum de Música Alternativa de 2012, enquanto "Pumped Up Kicks" recebeu uma nomeação para Prêmio Grammy de Melhor Performance Duo/Grupo Pop.
Em dezembro de 2011, foi anunciado que o Torches foi eleito o segundo melhor álbum de 2011 pelos ouvintes da rádio australiana Triple J.